# Austrocarabodes tarandus
Austrocarabodes tarandus är en kvalsterart som beskrevs av Sandór Mahunka 1986. Austrocarabodes tarandus ingår i släktet Austrocarabodes och familjen Carabodidae. Inga underarter finns listade.